# えたじま (掃海艦)
えたじま（ローマ字：JS Etajima, MSO-306）は、海上自衛隊の掃海艦。あわじ型掃海艦の3番艦。艦名は広島県に属する江田島に由来するし、この名を持つ日本の艦艇としては、うじしま型掃海艇「えたじま」、はつしま型掃海艇「えたじま」に次いで3代目。
本記事は、本艦の艦歴について主に取り扱っているため、性能や装備等の概要についてはあわじ型掃海艦を参照されたい。

## 艦歴
「えたじま」は、平成29年度（2017年度）計画掃海艦306号艦として、JMU横浜事業所鶴見工場で2018年2月22日に起工され、2019年12月12日に命名・進水。艤装工事と海上公試を経て、2021年3月16日に引渡式・自衛艦旗授与式が挙行され、就役。掃海隊群第3掃海隊に編入され、呉に配備された。
本艦は、自衛艦の塗装規定変更によりロービジ（低視認）塗装が施された初めての艦であり、舷側の艦番号・艦尾の艦名の塗装は外舷色よりやや薄いグレー、煙突上部の塗装は船体と同一のグレーに変更されている。

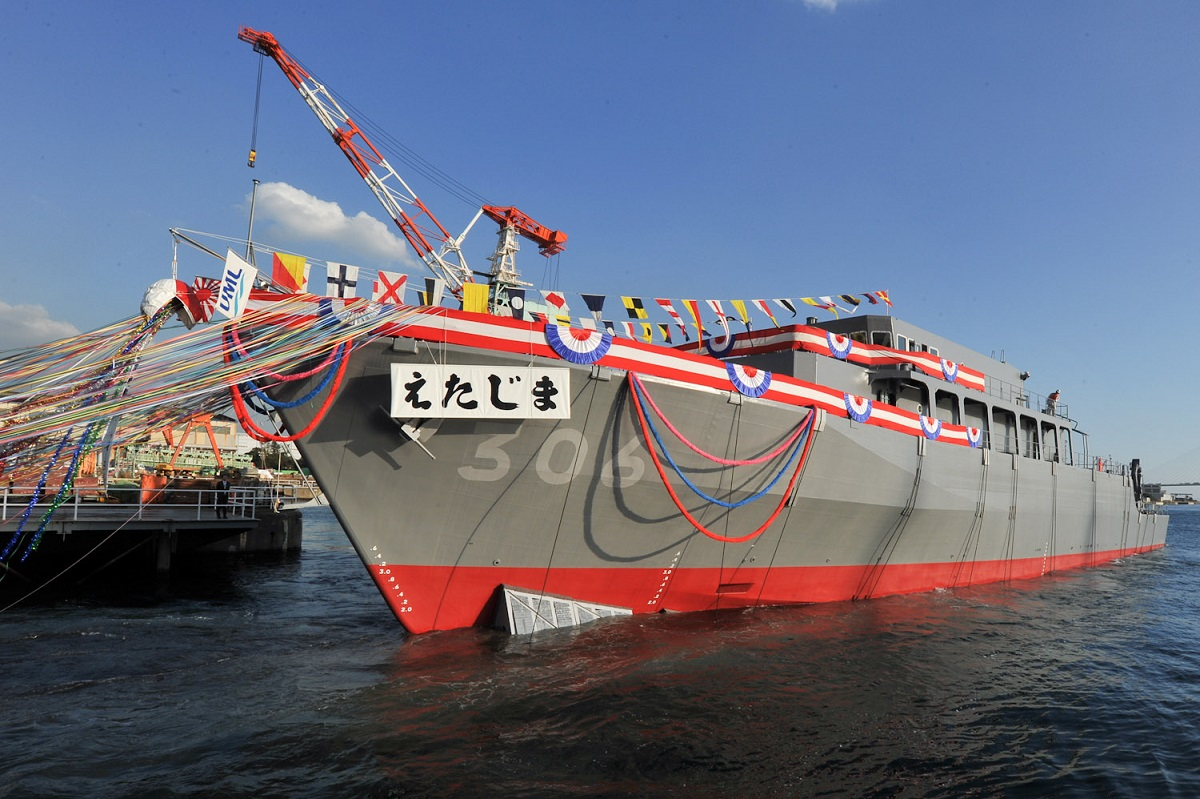
進水式の様子

2023年4月6日に発生した宮古島沖陸自ヘリ航空事故を受け、同月13日に現場海域に派遣され、事故の発生翌日から捜索にあたっている掃海艇「ししじま」と交代した。同日夜、伊良部島周辺海域を捜索中、ソナーで海域に不審な隆起を確認。水中カメラを投入して確認したところ、ヘリのような残骸を発見した。
2024年3月7日から3月16日にかけて、九州西方及び東シナ海から沖縄周辺海空域において輸送艦「くにさき」、LCACとともに日米共同訓練を実施する。米海軍からは強襲揚陸艦「アメリカ」、ドック型輸送揚陸艦「グリーンベイ」、掃海艦「ウォーリア」、LCAC、MH-60Sが参加し、クロスデッキ、船舶誘導訓練、立入検査訓練、LCAC整備訓練、PHOTOEX等を実施する。
2025年1月4日から5月10日にかけて、掃海母艦「ぶんご」とともに令和6年度インド太平洋・中東方面派遣（IMED25：Indo-Pacific and Middle East Deployment 2025）に参加し、同年2月9日から2月21日にかけて、バーレーン王国及び同周辺海域で実施される米国主催国際海上訓練（IMX/CE25：International Maritime Exercise / CUTLASS EXPRESS 2025）に「ぶんご」とともに参加する。同年3月3日、ドゥクム周辺においてオマーン国海軍哨戒艦「ザーダフ」と日オマーン親善訓練を実施した。
3月16日、モンバサ周辺海域においてケニア海軍哨戒艦「シュジャー」と日ケニア親善訓練を実施した。3月24日、ヴィクトリア沖においてセーシェル沿岸警備隊巡視船「アンドロマシュ」と日セーシェル親善訓練を実施した。4月4日、コロンボ沖においてスリランカ海軍哨戒艦「ヴィジャヤバフ」と日スリランカ親善訓練を実施した。同年4月14日および15日、マラッカ海峡及びポートクラン港内においてマレーシア海軍掃海艇「マハミル」、掃海艇「キナバル」等と日マレーシア共同（MALPAN）訓練を実施した。同年5月2日、マニラ沖においてフィリピン海軍コルベット「アポリナリオ・マビニ」と日フィリピン親善訓練を実施した。

## 歴代艦長
| 代       | 氏名       | 在任期間               | 前職               | 後職               | 備考     |          |
| 艤装員長 | 艤装員長   | 艤装員長               | 艤装員長           | 艤装員長           | 艤装員長 | 艤装員長 |
| -------- | ---------- | ---------------------- | ------------------ | ------------------ | -------- | -------- |
| -        | 石田浩太郎 | 2019.12.12 - 2021.3.15 |                    | えたじま艦長       |          |          |
| 艦長     |            |                        |                    |                    |          |          |
| 1        | 石田浩太郎 | 2021.3.16 - 2022.3.9   | えたじま艤装員長   | 掃海隊群司令部幕僚 |          |          |
| 2        | 松葉元昭   | 2022.3.10 - 2023.8.0   | 掃海隊群司令部幕僚 |                    | 3等海佐  |          |
| 3        | 小田孝之   | 2023.8.0 -             |                    |                    | 3等海佐  |          |